# Royal Rumble (1989)
Royal Rumble 1989 est le deuxième Royal Rumble, pay-per-view de catch de la World Wrestling Entertainment, et le premier à être en pay-per-view et est le premier Royal Rumble avec 30 catcheurs. Il s'est déroulé le 15 janvier 1989 au The Summit à Houston au Texas.

## Résultats
| #                                                          | Résultats | Stipulations                                      | Commentaires | Durée   |
| ---------------------------------------------------------- | --- | ------------------------------------------------- | --- | ------- |
| Dark match                                                 | Jim Powers bat Barry Horowitz | Match simple                                      | | 4:08    |
| Dark match                                                 | Sam Houston bat Steve Lombardi | Match simple                                      | | 2:16    |
| 1                                                          | Jim Duggan et The Hart Foundation (Bret Hart et Jim Neidhart) battent Dino Bravo et The Fabulous Rougeaus (Jacques et Raymond) (avec Frenchy Martin et Jimmy Hart) | 6-Man Tag Team Match Two Out of Three Falls match | - Jacques a effectué le tombé sur Bret après la Bombe de Rougeau. (4:22) - Duggan a effectué le tombé sur Jacques après un elbow drop. (11:46) - Bret a effectué le tombé sur Bravo après que Duggan lui ait donné un coup de madrier. (15:42) | 15:42   |
| 2                                                          | Rockin' Robin (c) bat Judy Martin | Match simple pour le WWF Women's Championship     | - Robin a effectué le tombé sur Martin après un flying crossbody de la seconde corde. - Sensational Sherri faisait les commentaires pour ce match et défiait le vainqueur.                                                                     | 6:24    |
| 3                                                          | King Haku (c) (avec Bobby Heenan) bat Harley Race (avec Bobby Heenan)                                                                                              | Match simple                                      | - Haku a effectué le tombé sur Race après avoir renversé un thrust kick. | 9:01    |
| 4                                                          | Big John Studd a remporté le Royal Rumble 1989 | Royal Rumble match                                | - Les deux derniers hommes étaient Big John Studd et Ted DiBiase. | 1:04:53 |
| (c) désigne le champion défendant son titre dans le match. | |                                                   | |         |

## Entrées et éliminations du Royal Rumble
Un nouvel entrant arrivait approximativement toutes les 2 minutes.
| #Entrée | Entrant            | #Élimination | Éliminé par                       | Temps |
| ------- | ------------------ | ------------ | --------------------------------- | ----- |
| 1       | Ax                 | 4            | Mr Perfect                        | 14:37 |
| 2       | Smash              | 1            | André the Giant                   | 4:55  |
| 3       | André the Giant    | 5            | Lui-même                          | 14:55 |
| 4       | Mr. Perfect        | 11           | Hulk Hogan                        | 27:58 |
| 5       | Ronnie Garvin      | 2            | André the Giant                   | 2:39  |
| 6       | Greg Valentine     | 8            | Randy Savage                      | 19:52 |
| 7       | Jake Roberts       | 3            | André the Giant                   | 2:08  |
| 8       | Ron Bass           | 7            | Shawn Michaels et Marty Jannetty  | 12:36 |
| 9       | Shawn Michaels     | 9            | Arn Anderson et Randy Savage      | 14:30 |
| 10      | Bushwhacker Butch  | 13           | Bad News Brown                    | 18:13 |
| 11      | The Honky Tonk Man | 6            | Bushwhacker Butch et Tito Santana | 4:12  |
| 12      | Tito Santana       | 12           | Randy Savage et Arn Anderson      | 12:47 |
| 13      | Bad News Brown     | 20           | Hulk Hogan                        | 16:24 |
| 14      | Marty Jannetty     | 10           | Tully Blanchard et Arn Anderson   | 7:52  |
| 15      | Randy Savage       | 19           | Hulk Hogan                        |       |
| 16      | Arn Anderson       | 16           | Hulk Hogan                        | 10:00 |
| 17      | Tully Blanchard    | 17           | Hulk Hogan                        | 8:02  |
| 18      | Hulk Hogan         | 21           | Akeem et The Big Boss Man         | 11:31 |
| 19      | Bushwhacker Luke   | 15           | Hulk Hogan                        | 3:09  |
| 20      | Koko B. Ware       | 14           | Hulk Hogan                        | 1:08  |
| 21      | The Warlord        | 18           | Hulk Hogan                        | 0:02  |
| 22      | The Big Boss Man   | 22           | Hulk Hogan                        | 4:18  |
| 23      | Akeem              | 28           | Big John Studd                    | 18:36 |
| 24      | Brutus Beefcake    | 24           | The Barbarian et Ted DiBiase      | 13:56 |
| 25      | The Red Rooster    | 23           | Ted DiBiase                       | 11:17 |
| 26      | The Barbarian      | 26           | Rick Martel                       | 11:15 |
| 27      | Big John Studd     | -            | Vainqueur                         | 12:21 |
| 28      | Hercules           | 25           | The Barbarian et Ted DiBiase      | 6:11  |
| 29      | Rick Martel        | 27           | Akeem                             | 5:29  |
| 30      | Ted DiBiase        | 29           | Big John Studd                    | 6:27  |

- Jake Roberts, éliminé par André the Giant, revint quelques minutes plus tard avec un serpent. André prit peur et sortit du ring en passant par-dessus la 3e corde et s'éliminant du même coup. Le Grenoblois avait vraisemblablement ses chances pour remporter le rumble (3 éliminations sur les 4 premières).
- Dans le kayfabe, "The Million Dollar Man" Ted Dibiase n'aimait pas le numéro qui lui a été attribué et a négocier avec Slick (qui manageait le Big Boss Man et Akeem) pour arranger le rachat du numéro 30.
- Hulk Hogan est celui qui a éliminé le plus de catcheurs : 9. Il a battu le record de One Man Gang en 1988 de 6 catcheurs.
- Mr Perfect est celui qui est resté le plus longtemps sur le ring avec 27 minutes et 58 secondes. Il a battu le record de Bret Hart en 1988 de 25 minutes et 42 secondes.
- The Warlord est celui qui est resté le moins longtemps sur le ring avec 2 secondes. Il a battu le record de Boris Zhukov en 1988 de 2 minutes et 33 secondes.
- Big John Studd est celui qui a remporté le 2e Royal Rumble de toute l'histoire de la World Wrestling Federation après Jim Duggan en 1988.